# Dulceni, Teleorman
Dulceni este un sat în comuna Troianul din județul Teleorman, Muntenia, România. Se află în partea de vest a județului,  în Câmpia Găvanu-Burdea. La recensământul din 2002 avea o populație de 110 locuitori.